# Castello di Chepstow
Il castello di Chepstow è situato a Chepstow (Galles sud-orientale) in cima a una falesia che guarda sul fiume Wye; fu costruito su ordine di Guglielmo il Conquistatore dal normanno William FitzOsbern, I conte di Hereford nel 1067; è il più meridionale della catena di castelli costruiti da FitzOsbern lungo il confine anglo-gallese. Nel 1913 venne impiegato per le riprese di Ivanhoe, il primo adattamento per il cinema del romanzo di Walter Scott.

## Storia
Fu costruito fin dall'inizio in pietra, non in legno come la maggior parte dei castelli dell'epoca, a testimonianza della sua importanza strategica di fortezza difensiva sul confine tra l'Inghilterra e il Galles. Fu ulteriormente fortificato nel corso dei secoli: i maggiori interventi furono effettuati nel 1200 circa da Guglielmo il Maresciallo, che ne entrò in possesso tramite la moglie Isabella di Clare che ne era proprietaria, e, a partire dal 1270, da Roger Bigod III.
L'importanza strategico-militare del castello incominciò a declinare dopo il XIV secolo con la fine delle guerre tra l'Inghilterra e il Galles.
Nel XVI secolo fu ristrutturato come dimora gentilizia anche se durante la guerra civile inglese, riprese il suo ruolo militare nel XVII secolo quando fu occupato dai realisti. Dopo la guerra civile fu adibito a prigione e, a partire dal 1690, venne definitivamente abbandonato cadendo in rovina. Le rovine sono sottoposti alla cura del Cadw, l'istituto di tutela e protezione dei monumenti storici gallesi.